# Héctor Vega (hijo)
Héctor Vega Guerra (n. Lima, Perú, 2 de marzo de 1985) es un futbolista peruano-chileno. Juega de mediapunta y actualmente está sin equipo. Tiene 33 años.

## Trayectoria
Si bien toda la familia de Vega es chilena, él nació en Perú debido a que su padre homónimo, era jugador del Hijos de Yurimaguas de la ciudad del Callao, participante de la Primera División del Perú en ese tiempo. Por tal motivo, los padres del futbolista vivían en ese país aquellos años. 

### Inicios (2010 - 2012)
Vega se formó en las inferiores del Deportes Iquique, debutando en 2010 en algunos partidos por la Copa Chile, pero sin llegar a jugar en la liga chilena. En busca de mejores oportunidades, le surgió la oportunidad de probarse en Perú, en el Cobresol de la ciudad de Moquegua, quien era participante del Torneo Descentralizado. Debutó en el 2011 con el equipo moqueguano, club con el cual se mantuvo durante dos temporadas, no pudiendo evitar el descenso a fines de 2012.

### 2013 - 2014
Para la temporada 2013, firma con el Sport Boys para afrontar la Segunda División del Perú. No obstante, por la falta de pagos, no llegó a disputar ningún partido de la liga y decidió irse al Walter Ormeño, equipo con el que también jugó dicha temporada, manteniendo la categoría al final del año tras ubicarse en media tabla. Continuó en dicho país durante el 2014, llegando al Sport Loreto para jugar la Copa Perú, donde si bien no terminó la temporada con el plantel, su equipo al fin de año llegó a campeonar y ascender a la Primera División. Su siguiente club ese mismo año fue el Pacífico FC, afrontando la Segunda División 2014, manteniéndose en la misma liga al culminar el torneo.

### 2015
Su siguiente equipo para el 2015 fue el Kitsap Pumas, el cual participaba en la USL League Two de Estados Unidos. Disputó varios encuentros con el cuadro norteamericano, aunque ese mismo año retornó a Perú, debido a que el Unión Tarapoto lo incluyó en sus planes, los cuales eran culminar la temporada campeonando la Copa Perú 2015; donde si bien no llegó a darse, consiguió que el equipo ascendiese a la Segunda División Peruana 2016.

### 2016
En 2016, fue nuevamente contratado por el Sport Boys, equipo con el que ya había tenido contrato en 2013, con miras a campeonar la Segunda División Peruana 2016. Lastimosamente, nuevamente la falta de pagos hizo que en septiembre de ese año, Vega decidiese dejar el equipo porteño y firmó por el Club Atlético Argentino, de la ciudad de Rosario en Argentina, el cual jugaba en la Primera D, donde el objetivo era terminar bien la temporada y poder emigrar a otro mejor equipo posteriormente. 

### 2017 - 2019
Para el 2017, Vega regresa al país que lo vio surgir como futbolista, defendiendo la camiseta del Trasandino de Los Andes de la Segunda División de Chile. Durante su estadía en el equipo andino, llegó a tener un buen desenvolvimiento anotando varios goles en el equipo, lo que llamó la atención del Unión San Felipe de la Primera B, equipo que lo contrató terminando la temporada con el Trasandino. Con el cuadro de San Felipe disputó algunos encuentros, pero lastimosamente se lesionó, por lo cual tuvo que operarse y perdió parte de la temporada debido a ello. Ya recuperado en 2019, firmó por el Deportes Valdivia de la misma categoría chilena, buscando recuperar el ritmo físico y futbolístico, jugando unos cuantos partidos sin llegar a culminar la temporada por una mejor oferta.  

### 2019 - 2020
En medio de 2019, la propuesta fue del Husqvarna FF, el cual jugaba en la Segunda División de Suecia, la liga de cuarta categoría en el país nórdico, equipo en el cual jugó hasta terminado el año. Para 2020, había intereses de que llegase a la liga guatemalteca o que retornase la liga chilena; finalmente, Vega terminó firmando por el Juventus Managua de la Primera División de Nicaragua. Sin embargo, cerca a fines de marzo, en el contexto de la pandemia de COVID-19, el jugador decidió terminar su vínculo con el equipo nicaragüense, debido a que estaba en desacuerdo de que la liga se siguiese jugando como se venía desarrollando y por medidas de seguridad preventivas. Tras poder regresar a Chile con su familia, Vega fue contratado por el San Antonio Unido de la Segunda División Profesional de Chile (Tercera División), equipo donde se mantiene actualmente.

## Selección nacional
Al contar con doble nacionalidad, Héctor Vega podía jugar tanto para la selección peruana como para la selección chilena. Vega llegó a entrenar con la selección sub-17 del Perú en el año 2009, dirigido por Juan José Oré, con miras al Campeonato Sudamericano de Fútbol Sub-17 de ese año. No obstante, no fue convocado finalmente. 

## Clubes
| Club                 | País           | Año       |
| -------------------- | -------------- | --------- |
| Deportes Iquique     | Chile          | 2010      |
| Cobresol             | Perú           | 2011-2012 |
| Sport Boys           | Perú           | 2013      |
| Walter Ormeño        | Perú           | 2013      |
| Sport Loreto         | Perú           | 2014      |
| Pacífico             | Perú           | 2014      |
| Kitsap Pumas         | Estados Unidos | 2015      |
| Unión Tarapoto       | Perú           | 2015      |
| Sport Boys           | Perú           | 2016      |
| Argentino de Rosario | Argentina      | 2016      |
| Trasandino           | Chile          | 2017      |
| Unión San Felipe     | Chile          | 2017-2018 |
| Deportes Valdivia    | Chile          | 2019      |
| Husqvarna FF         | Suecia         | 2019      |
| Juventus Managua     | Nicaragua      | 2020      |
| San Antonio Unido    | Chile          | 2020      |

## Palmarés

### Campeonatos nacionales
| Título    | Club         | País | Año  |
| --------- | ------------ | ---- | ---- |
| Copa Perú | Sport Loreto | Perú | 2014 |